# Ганс Гіллгаус
Йоганнес Паулюс (Ганс) Гіллгаус (нід. Johannes Paulus "Hans" Gillhaus, нар. 5 листопада 1963, Гелмонд) — колишній нідерландський футболіст, що грав на позиції нападника. По завершенні ігрової кар'єри — футбольний скаут.
За свою 16-річну професійну кар'єру в чемпіонаті Нідерландів провів 348 ігор і забив 146 м'ячів, також грав за кордоном в чемпіонах Шотландії, Японії та Фінляндії. Гиллхаус зіграв на чемпіонаті світу 1990 року за національну збірну Нідерландів.

## Клубна кар'єра
У дорослому футболі дебютував 1983 року виступами за команду клубу «Ден Босх», в якій провів чотири сезони, взявши участь у 106 матчах чемпіонату.
Своєю грою за цю команду привернув увагу представників тренерського штабу клубу ПСВ. Влітку 1987 року «Мілан» купив Руда Гулліта у ПСВ за 6 000 000 фунтів, вартість трансферу побила світовий рекорд. Ці гроші керівництво ПСВ використало у придбанні Гіллгауса, Вім Кіфта і Серена Лербю. У своєму першому сезоні Гиллхаус провів 26 ігор, забивши 15 м'ячів, у тому ж сезоні ПСВ став володарем Кубка європейських чемпіонів, перемігши у фіналі «Бенфіку», а також вигравши «золотий дубль» на внутрішній арені. У наступному сезоні ейндговенці знову виграли чемпіонат і кубок, проте з приходом Ромаріу Ганс втратив місце в основі і у листопаді 1989 року перейшов у шотландський «Абердин» за 650 000 фунтів. Там, виступаючи зі співвітчизником Тео Снелдерсом, Гіллгаус в першому ж сезоні виграв кубок Шотландії, обігравши в фіналі в серії пенальті «Селтік».
Згодом з 1993 по 1998 рік грав у складі «Вітесса», «Гамби Осаки», АЗ та «Яро».
У сезоні 1998/99 виступав за «Ден Босх», в якому і розпочинав ігрову кар'єру, причому допоміг рідному клубу вийти до Ередивізі за підсумками того сезону, після чого завершив ігрову кар'єру.

## Виступи за збірну
28 жовтня 1987 року дебютував в офіційних іграх у складі національної збірної Нідерландів у матчі відбору до Євро-1988 проти збірної Кіпру у Роттердамі (8:0). У тому ж відбірковому циклі, 16 грудня, він забив два голи за збірну проти Греції на виїзді (3:0). Незважаючи на це він не брав участь у фінальній стадії Євро-1988, в якому переможцем стала збірна Нідерландів перемігши у фіналі радянську збірну.
Натомість Гіллгаус потрапив у заявку збірної на чемпіонат світу 1990 року в Італії, де зіграв три гри.
Всього протягом кар'єри у національній команді провів у формі головної команди країни лише 9 матчів, забивши 2 голи.

## Подальша робота
Відразу після завершення ігрової кар'єри Гіллгаус повернувся в ПСВ і працював там як скаут протягом шести років, після чого продовжив працювати на цій же посаді в «Челсі». 
23 серпня 2011 року, після шести років роботи з «пенсіонерами», Ганс був призначений директором футболу бельгійського клубу «Зюлте-Варегем», але наступного року повернувся на скаутську роботу в «Квінз Парк Рейнджерс»
У березні 2014 року Гіллгаус підписав контракт з «Сандерлендом», де став координатором європейської мережі скаутів.

## Титули і досягнення
- Чемпіон Нідерландів (2):

«ПСВ»:  1987–88, 1988–89
- Володар Кубка Нідерландів (2):

«ПСВ»:  1987–88, 1988–89
- Володар Кубка європейських чемпіонів (1):

«ПСВ»:  1987–88
- Володар Кубка Шотландії (1):

«Абердин»: 1989–90